# لوكوروكو كوكوريشو
لوكوروكو كوكوريشو (بالإنجليزية: LocoRoco Cocoreccho) (باليابانية: おいでよロコロコ！) ، هي لعبة فيديو إلكترونية يابانية ، وهي من نوع مغامرات، أنتجت سنة 2007م وتعمل حصراً لنظام بلاي ستيشن 3 ، وهي من تطوير جابان ستوديو ونشر شركة سوني كمبيوتر الترفيهية.